# Settimo San Pietro
Settimo San Pietro är en ort och kommun i storstadsregion Cagliari, innan 2016 provinsen Cagliari, i regionen Sardinien i Italien. Kommunen hade 6 760 invånare (2017).